# Monde des plantes; revue mensuelle de botanique
Monde des plantes; revue mensuelle de botanique (abreviado Monde Pl. Rev. Mens. Bot. o Monde Pl. Rev. Mens.) es una revista ilustrada con descripciones botánicas que fue editada en Francia. Se publicaron 8 números en los años 1891–1898 con el nombre de Monde des Plantes; Revue Mensuelle de Botanique; Organe de l'Academie Internationale de Geographie Botanique. Fue  reemplazada por Bulletin de l’Académie Internationale de Géographie Botanique.